# 엄마가 뭐길래 (텔레비전 프로그램)
《엄마가 뭐길래》는 TV조선에서 방영되었던 텔레비전 프로그램이다.

## 출연자
- 윤유선, 아들 이동주, 딸 이주영
- 이상아, 딸 윤서진
- 이승연, 딸 김아람

### 이전 출연자
- 이혜원, 딸 안리원, 아들 안리환
- 강주은, 아들 최유성, 최유진
- 이성미, 아들 조은기, 딸 조은비, 조은별
- 조혜련, 딸 김윤아, 아들 김우주
- 황신혜, 딸 이진이

## 같이 보기
- 아빠본색
- 슈퍼맨이 돌아왔다